# Portsall

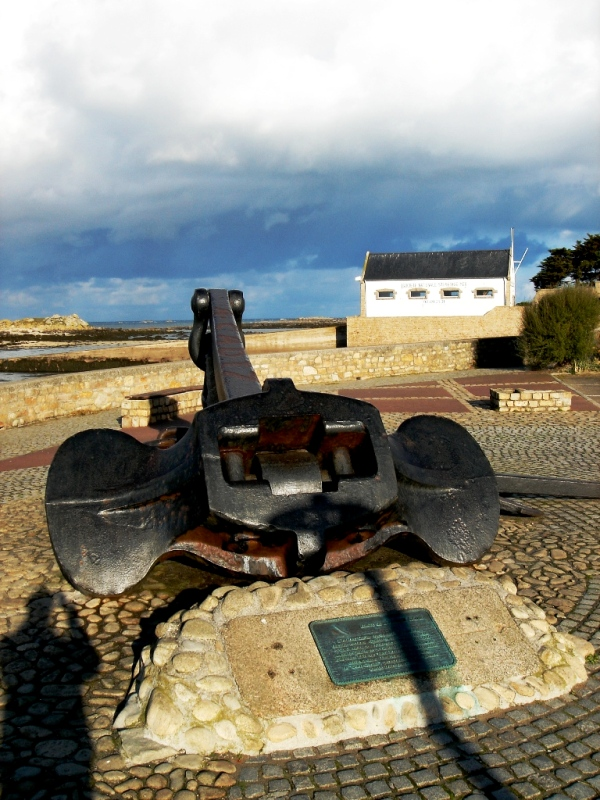
Ancla del Amoco Cádiz en Portsall.

Portsall (Porsall en bretón) es una villa francesa perteneciente al municipio de Ploudalmézeau, en el departamento de Finisterre, en Bretaña. Se encuentra en la costa del país de Léon.
Ubicada en un entorno natural de gran belleza paisajística, esta villa cuenta con diversos monumentos de interés turístico, como el castillo de Trémazan, el dolmen de Guilliguy, que domina el puerto, o el gran ancla de 20,5 toneladas que perteneció al Amoco Cadiz, petrolero que asoló con una marea negra las costas bretonas en 1978.
- Datos: Q3399540
- Multimedia: Portsall / Q3399540